# Séchault
Séchault är en kommun i departementet Ardennes i regionen Grand Est (tidigare regionen Champagne-Ardenne) i nordöstra Frankrike. Kommunen ligger  i kantonen Monthois som ligger i arrondissementet Vouziers. År 2022 hade Séchault 60 invånare.

## Befolkningsutveckling
Antalet invånare i kommunen Séchault
Referens: INSEE